# Barranc de Rubiol
El barranc de Rubiol és un barranc del terme actual d'Isona i Conca Dellà i de l'antic d'Orcau, que discorre íntegrament dins d'aquest terme (antic i actual). La seva llargària és d'1,5 quilòmetres, aproximadament.
Es forma en un circ delimitat a ponent pel Roc de Neret, al sud per la Serra de Coll i al sud-est per la Torreta de Suterranya. Es considera que la branca més llarga d'aquesta capçalera de torrent és just a sota i al nord de la Torreta de Suterranya, a uns 815 m. alt. Un cop reunits els barrancs de la capçalera, aquest barranc, ja unificat, s'adreça de dret cap al nord fins que s'ajunta al barranc de la Podega en el seu darrer tram, a prop del Pla de Puig de l'Anell i del mateix Pantà de Sant Antoni.